# José Francisco Botelho
José Francisco Hillal Tavares de Junqueira Botelho (Bagé, 30 de março de 1980 —), mais conhecido como José Francisco Botelho, é um jornalista, escritor, tradutor e crítico brasileiro. Graduado em Jornalismo pela Pontifícia Universidade Católica do Rio Grande do Sul (PUCRS), cursou Mestrado e douturado em Letras na UFRGS.
Botelho iniciou sua atuação como tradutor profissional com a publicação de Contos da Cantuária, de Geoffrey Chaucer, em 2013. Traduziu obras de William Shakespeare, para as quais desenvolveu um método de tradução denominado método polimétrico, utilizando diversos metros para traduzir o pentâmetro iâmbico, variando o tipo de verso conforme questões retóricas e metafóricas. Entre os autores traduzidos por ele estão Arthur Conan Doyle, Lord Byron, Patricia Highsmith, Bram Stoker, Francisco de Quevedo y Villegas e Victor Hugo.
Como autor, publicou diversas obras. Seu livro Cavalos de Cronos, de 2018, lhe rendeu dois Prêmios Açorianos referentes a esse mesmo ano, conferidos em 2019: um na categoria Conto, e outro na categoria Livro do Ano. Em 2019, Cavalos de Cronos rendeu ao autor o Prêmio Minuano de Literatura, na categoria livro de contos. Já suas traduções lhe renderam dois Prêmios Jabuti: um em 2014, pela tradução dos Contos da Cantuária, e outro em 2017, pela de Romeu e Julieta, de William Shakespeare.
Em 2021, lançou seu primeiro livro de poemas, intitulado E tu serás um ermo novamente. Sua Odisseia da Filosofia, inicialmente lançada para a Super Interessante, foi relançada em 2021 pela editora Maquinaria Editorial e recebeu um prefácio do professor da USP Clóvis de Barros Filho. Em 2021, escreveu Guerra do Paraguai, em parceria com a historiadora Laura Ferrazza de Lima. O livro faz parte da série Guerras do Brasil.doc.
Como jornalista, escreveu para diversos meios de comunicação, como a Superinteressante, Veja, Bravo!, Zero Hora, Piauí, entre outros.

## Livros
Algumas de suas publicações são:
- A árvore que falava aramaico (2011)
- Cavalos de Cronos (2018)
- E tu serás um ermo novamente (2021)
- Odisseia da Filosofia (relançado em 2021)
- Guerra do Paraguai (2021; em parceria com Laura Ferraza de Lima)

É coautor do livro Shakespeare in Succession: Translation and Time, publicado no Canadá.

## Traduções
- Júlio César, de William Shakespeare. ISBN: 978-8582850657. São Paulo: Penguin-Companhia, 2018.[12]
- A Tempestade, de William Shakespeare. ISBN: 978-8582852453. São Paulo: Penguin-Companhia, 2022.[13]
- Drácula, de Bram Stocker. ISBN: 978-8582850053. São Paulo: Penguin-Companhia, 2014.[14]
- O Livro de Moriarty, de Arthur Conan Doyle. ISBN: 978-8582850442. São Paulo: Penguin-Companhia, 2017.[15]
- Don Juan, de Lord Byron. ISBN: 978-6587036755. Dois Irmãos: Clube de Literatura Clássica, 2023.[16]
- Nix, de Nathan Hill. ISBN: 978-8551003107. Rio de Janeiro: Intrínseca, 2018.[17]
- O Talentoso Ripley: Série Ripley - volume 1, de Patricia Highsmith. ISBN: 978-8551013632. Rio de Janeiro: Intrínseca, 2025.[18]
- O Jogo de Ripley: Série Ripley - volume 3, de Patricia Highsmith. ISBN: 978-8551013588. Rio de Janeiro: Intrínseca, 2025.[19]
- Romeu e Julieta, de William Shakespeare. ISBN: 978-8582850404. São Paulo: Penguin-Companhia, 2016.[20]
- Contos da Cantuária, de Geoffrey Chaucer. ISBN: 978-8563560803. São Paulo: Penguin-Companhia, 2013.[21]